# زلازل كالاباهي 1991
زلازل كالاباهي هي مجموعة زلزال ضربت البحر المتاخم لتيمور في 4 يوليو 1991م، مما أسفر عن مقتل ثلاثة وعشرين شخصاً وإصابة 181 آخرين.

## الجغرافية
كانت كالاباهي مركز الزلزال، على بعد 2000 كيلومتر (1،243 ميل) شرق جاكرتا عاصمة إندونيسيا. وذلك بعمق محسوب بلغ حده 33.3 كيلومتر (21 ميل)، كان الزلزال في المحيط بين جزر تيمور وألور.

## الأضرار والخسائر
ضرب الزلزال تيمور بقوة بلغت 6.9 درجة. تسبب الزلزال بمقتل ثلاثة أشخاص في ألور وحدها وتسبب أيضًا في 181 إصابة. تم تدمير 1.150 مبنى وترك ما لا يقل عن 5.400 مدني بلا مأوى. قدرت الأضرار التي لحقت بمركز الزلزال بمبلغ 1991.700.000 دولار أمريكي.